# Nepobedimye
Nepobedimye (Непобедимые) è un film del 1942 diretto da Sergej Apollinarievič Gerasimov e Michail Kalatozov.